# Tilloy-lez-Cambrai
Tilloy-lez-Cambrai település Franciaországban, Nord megyében. Lakosainak száma 695 fő (2022. január 1.). Tilloy-lez-Cambrai Blécourt, Raillencourt-Sainte-Olle, Cambrai, Neuville-Saint-Rémy, Ramillies és Sancourt községekkel határos.

## Népesség
A település népessége az elmúlt években az alábbi módon változott:
| Lakosok száma | 543  | 547  | 591  | 590  | 610  | 651  | 682  | 696  | 695  |
|               | 2013 | 2015 | 2016 | 2017 | 2018 | 2019 | 2020 | 2021 | 2022 |